# 男男色情演員

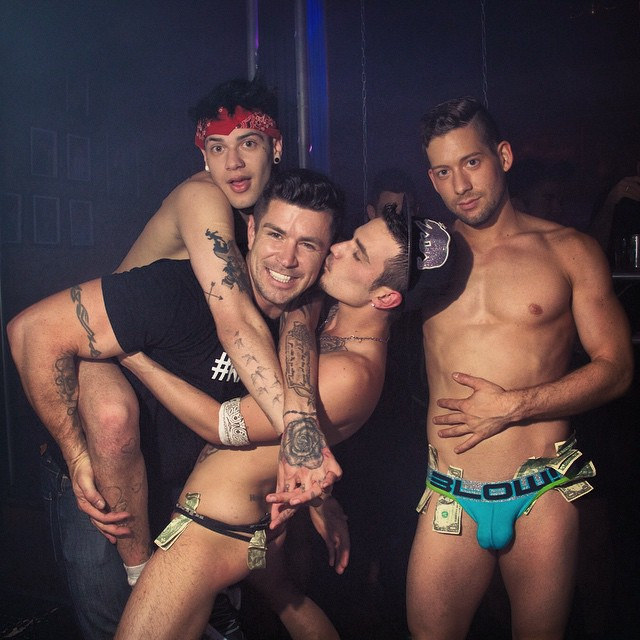
美國的男男色情演員

男男色情演員（英語：gay porn actor），是指在表現裸體、性器官、男男性交的摄影、直播、综艺、剧集、电影中表演的男性色情演員。
這些男演員本身並不一定就是同性戀者，其中大部分表演同性性行為只是為了賺取報酬。

## 演員種類
- 專業演員：在向觀眾進行男男性行為表演的同時，也完整清晰地展示面部的男性主角演員。通常片酬較高。
- 業餘演員：配合專業男演員完成性表演的男性配角演員，但在表演過程中會佩帶一些面部遮蓋物（如泳鏡、墨鏡、面罩等），或通過影片的後期處理製作（通常是「打碼」或一些小塊狀的靜態圖片）來遮蓋其面部或眼部，來保護其社會身份。通常片酬較低。
- 射精演員：由於男性生殖系統生理構造和機能的特殊性，長期從事色情影片拍攝的男性演員，無法每次都按製片人的需求，提供真實的射精表演來完成一次完整的性表演，在旺盛的市場需求下，專門提供射精特寫片段表演的廉價男性演員開始出現。這也可以視為日本色情電影工業社會分工和專業化製作的標誌。